# 大山崎瓦窯跡
座標: 北緯34度53分47秒 東経135度41分00秒 / 北緯34.89639度 東経135.68333度

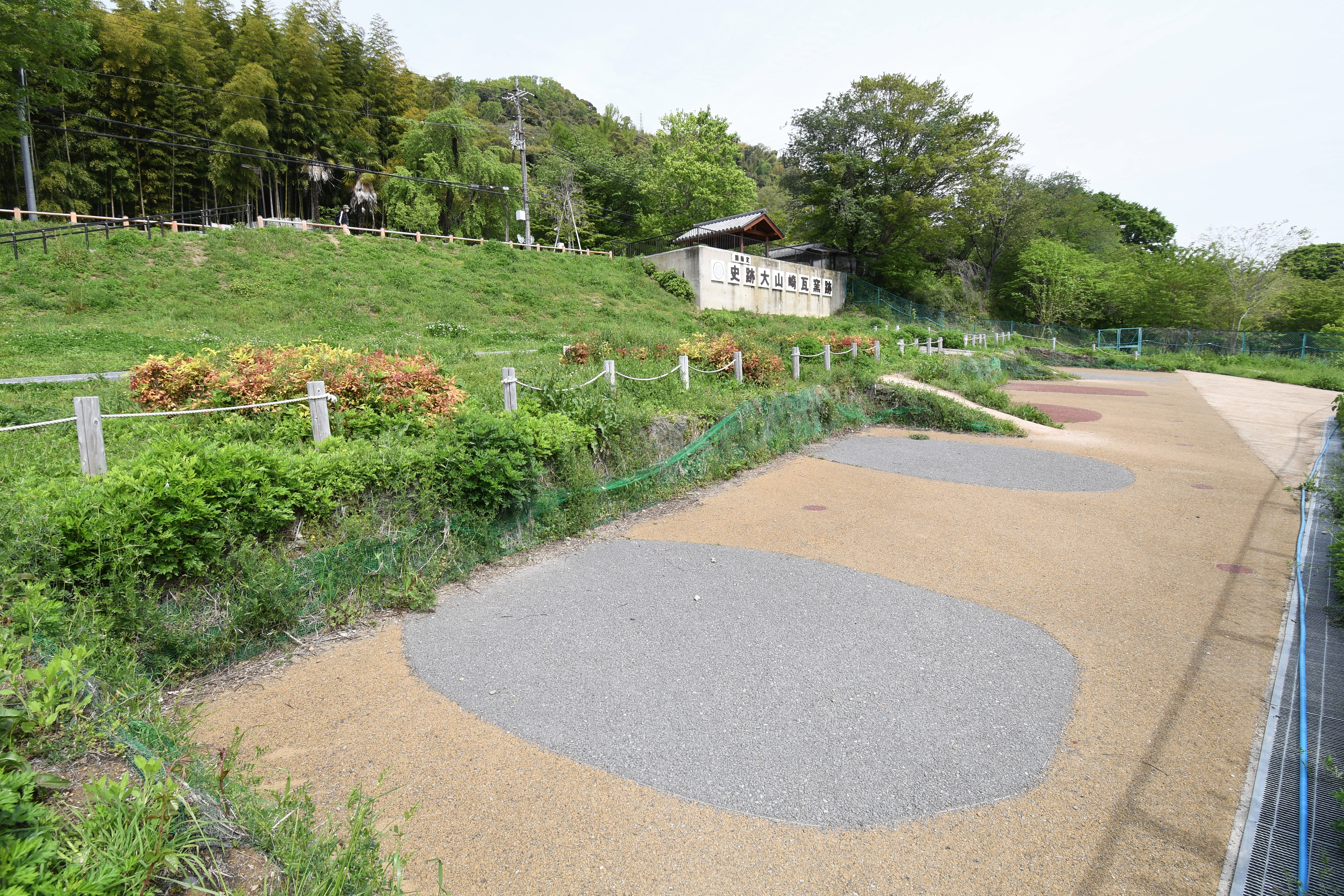
大山崎瓦窯跡 概観

大山崎瓦窯跡（おおやまざきかわらがまあと）は、京都府乙訓郡大山崎町大山崎にある平安時代の窯跡。2006年（平成18年）1月26日に国の史跡に指定され、2014年（平成26年）10月6日に追加指定が行われた。

## 概要

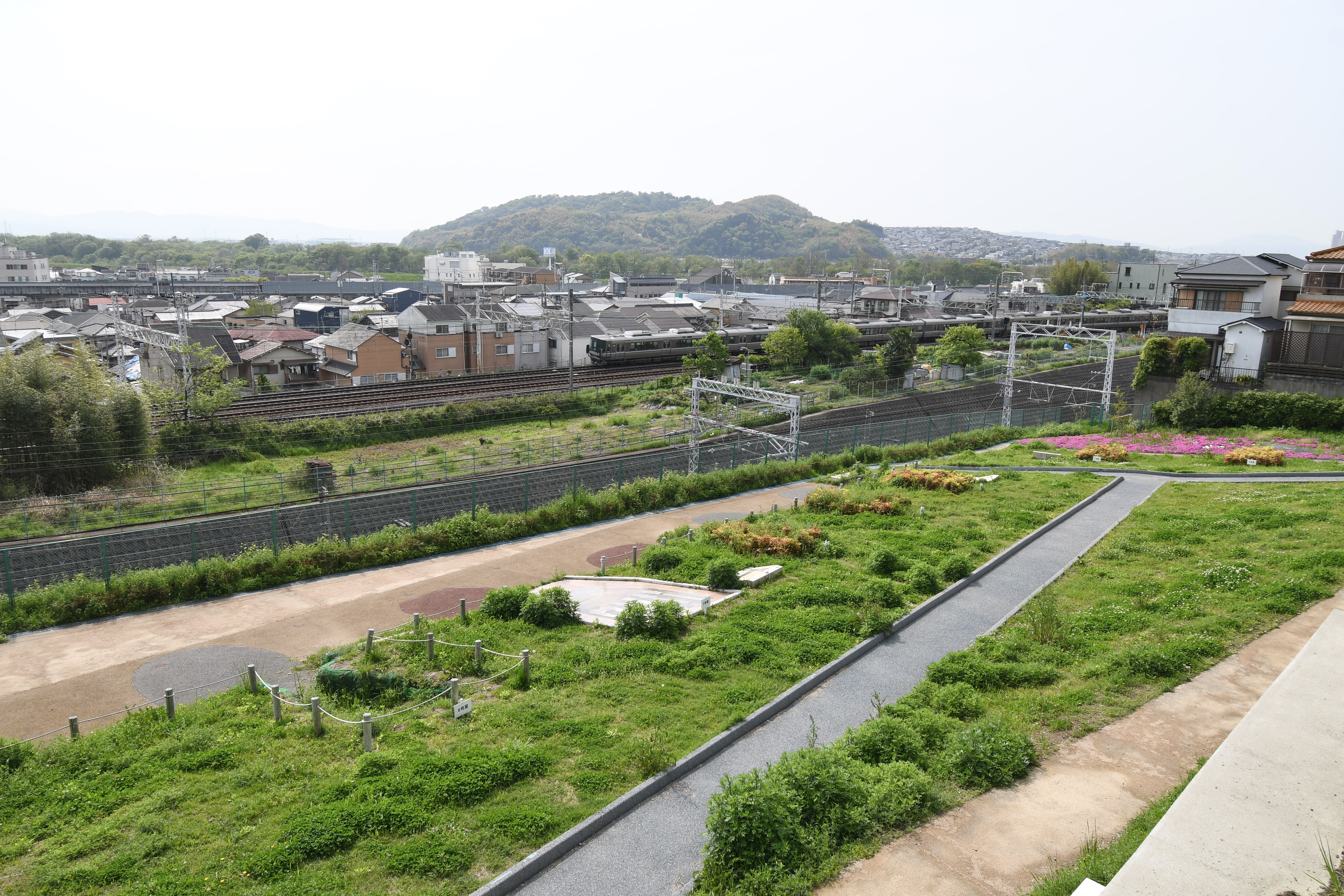
瓦窯跡から望む山崎

京都府西南端の、水運、陸運の要衝の地に所在する、平安宮の所用瓦を焼成した平安時代前期の瓦窯跡である。2004年（平成16年）に宅地造成に伴う発掘調査によって発見されたもので、12基の窯が確認されている。当時は平安京周辺各地の多数の瓦窯で大量の瓦を生産し、平安宮・京の造営を支えた。大山崎瓦窯跡はこの様な平安宮・京造営のための官営の瓦窯の一つである。大山崎瓦窯跡から出土した軒瓦は、平安宮朝堂院をはじめ、嵯峨院、河陽離宮に供給されている。
平安京に瓦を供給した瓦窯は、これまで栗栖野瓦窯跡、西賀茂瓦窯跡、吉志部瓦窯跡等が知られていた。大山崎瓦窯跡と西賀茂瓦窯跡や吉志部瓦窯跡から出土した瓦の比較では、瓦に文様を付けるための笵や工人の移動についても推測でき、官営の瓦窯相互の関係を示すものである。一方、大山崎瓦窯跡独自の笵で製作した瓦もみられ、これは平安時代前期の瓦供給の図式に新たな知見を加えるものである。
大山崎瓦窯跡は、平安宮造営期の瓦生産の実態を良く示すとともに、他の瓦窯跡との関連から当時の生産体制の様相を示す上でも重要である。
1～6号窯および9～12号窯の10基は埋没保存されており、周辺を公園として整備して2020年（令和2年）6月に開園している。窯跡の内、5号窯は発掘当時の写真を原寸大（長さ4.6メートル、幅3メートル）の陶板にして展示しており、6号窯は将来的に基礎部分を復元する予定で地表から若干へこんだ状態で展示されている。また、他の8基は窯の位置をオタフクナンテンの植栽で示し、排水溝と前庭部の作業場、掘立柱建物など他の遺構は彩色により表示している。